# 神龜 (北魏)
神龜（518年二月—520年七月）是北魏的君主孝明帝元詡的第二个年号，共计2年餘。
《魏书》载：“己酉，诏以神龟表瑞，大赦改年。”

## 纪年
| 神龜 | 元年  | 二年  | 三年  |
| ---- | ----- | ----- | ----- |
| 公元 | 518年 | 519年 | 520年 |
| 干支 | 戊戌  | 己亥  | 庚子  |

## 參看
- 中国年号列表
  - 其他使用神龜年號的政權
- 同期存在的其他政权年号
  - 天监（502年四月—519年十二月）：南朝梁梁武帝萧衍的年号
  - 普通（520年正月—527年三月）：南朝梁梁武帝萧衍的年号
  - 建昌（508年-520年）：柔然政权豆罗伏跋豆伐可汗丑奴年号
  - 義熙：高昌政权麴嘉年号